# Milstrich

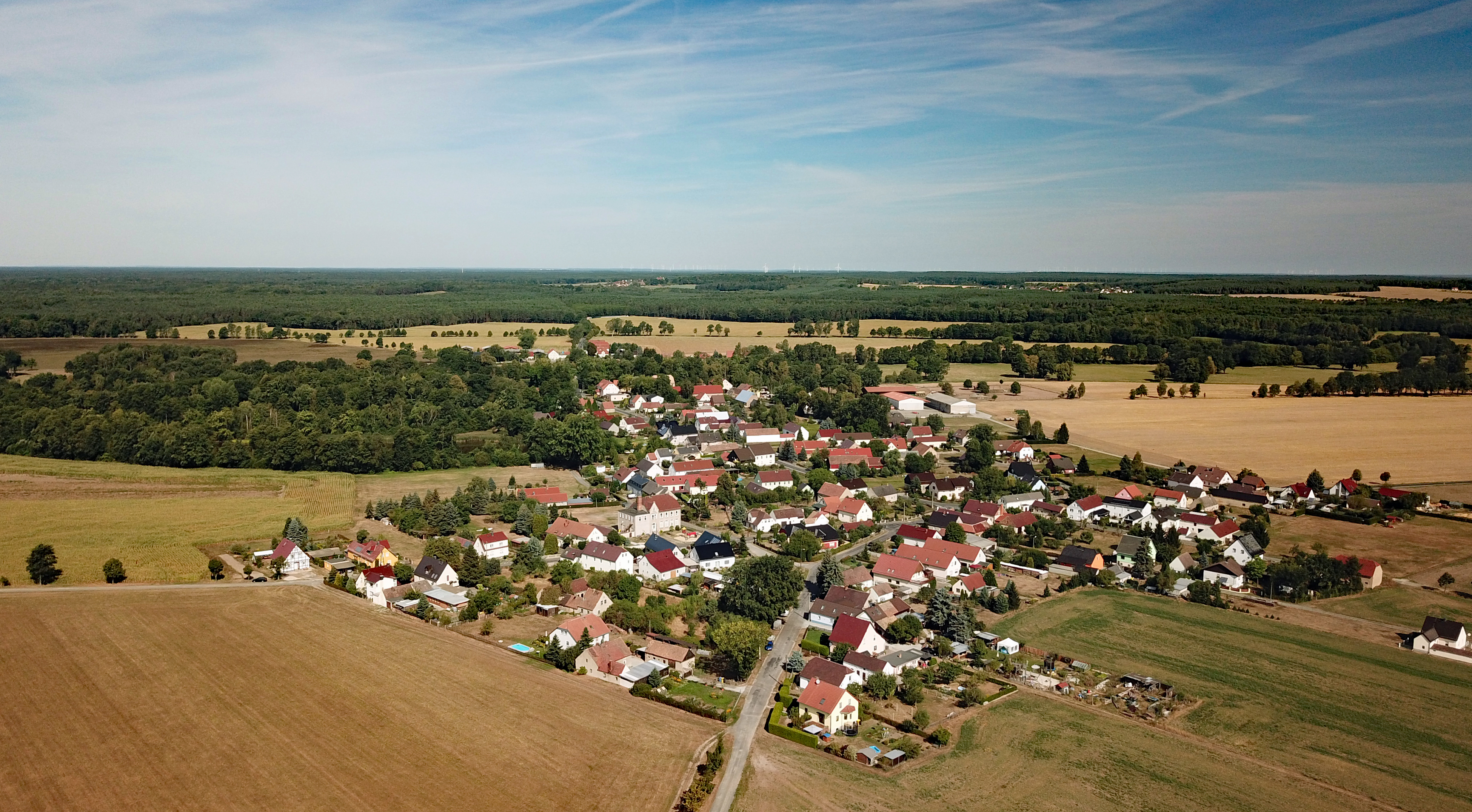
Luftbild

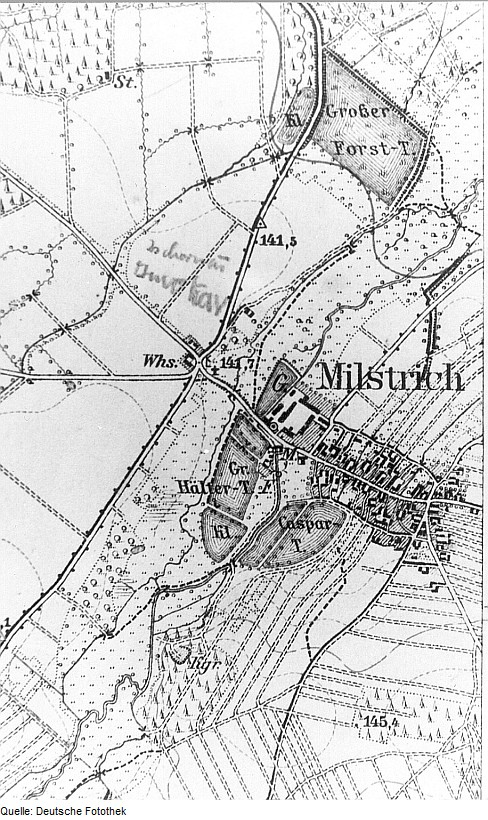
Der Ort auf dem Messtischblatt von 1905

Milstrich, obersorbisch Jitroⓘ, ist ein Dorf im Nordwesten des Landkreises Bautzen in Ostsachsen und gehört seit 1994 zur Gemeinde Oßling. Es liegt in der Oberlausitz und zählt als einziger Ortsteil von Oßling zum offiziellen sorbischen Siedlungsgebiet. Nach Einwohnerzahl ist Milstrich der zweitgrößte Ortsteil der Gemeinde.

## Geografie
Der Ort Milstrich befindet sich etwa sieben Kilometer nordöstlich von Kamenz und 25 Kilometer nordwestlich von Bautzen an der Schwarzen Elster, die hier von Süden kommend die Oberlausitzer Heide- und Teichlandschaft durchfließt. Die Umgebung des Ortes ist flach; in südöstlicher und westlicher Richtung erstrecken sich ausgedehnte Wälder. Die Elsteraue wird dagegen zum Ackerbau genutzt.
Der ältere Teil des Ortes ist ein typisches Straßenangerdorf am rechten Ufer der Schwarzen Elster, während sich auf der linken Flussseite ein aus einem Vorwerk entstandener Ausbau befindet. Wie bei Angerdörfern verbreitet, zeigen die Giebel der Häuser im Dorfkern zur Hauptstraße (hier: Mittelstraße) hin. Im Ort selbst befinden sich drei Teiche, nämlich der Casparteich im Süden und Hälter- sowie Brauhausteich an der Elster im Westen des Ortes. Unweit des Flusses befindet sich im westlichen Teil des Ortes der ehemalige Gutshof, der seit 1528 als Rittergut verzeichnet ist.
Die Nachbarorte sind Döbra im Nordosten, das fünf Kilometer entfernte Piskowitz im Süden, Schiedel im Südwesten und Weißig im Nordwesten. Das Gemeindezentrum Oßling befindet sich vier Kilometer entfernt in nördlicher Richtung.

## Geschichte
Milstrich wurde erstmals 1348 erwähnt und trug bereits damals schon seinen heutigen Namen. Für das Jahr 1370 ist im Kloster St. Marienstern ein Propst Nikolaus von Milstrich belegt.
1777 lag die Grundherrschaft in Milstrich beim Rittergut Skaska; nach dem Erwerb des Milstricher Gutes durch Johann Kanig, der folglich 1804 in den Adelsstand erhoben wurde, gehörten im 19. Jahrhundert große Teile der heutigen Gemeinde Oßling, darunter der Hauptort selbst, zur Grundherrschaft Milstrich.
Bis zur Kreisreform 1994 war Milstrich eine eigenständige Gemeinde ohne Ortsteile; dann wurde es mit den Gemeinden Lieske, Skaska-Döbra, Oßling sowie dem Ortsteil Liebegast von Sollschwitz zur neuen Einheitsgemeinde Oßling vereinigt.

### Ortsname
Die Deutung des Ortsnamens ist nicht zweifelsfrei möglich. Auffällig ist die ungewöhnliche Endung -trich, die auch beim weiter östlich gelegenen Dorf Eutrich (sorb. Jitk, vgl. Jitro für Milstrich) zu finden ist. Ältere Quellen leiten die Herkunft des sorbischen Namens gelegentlich von jutro („der Morgen“) ab und beziehen sich dabei auf einen vermuteten slawischen Morgengott (Jutrobog, vgl. Jüterbog), dessen Anbetung allerdings bis jetzt nicht nachgewiesen werden konnte. Andere historische Quellen bringen die deutsche Namensform mit den Milzenern in Verbindung, die diese Gegend besiedelten.
Während der deutsche Ortsname seit der Ersterwähnung gleichlautend ist, tauchen in älteren sorbischen Quellen auch die Formen Jitrow oder Zitrow auf.

## Bevölkerung

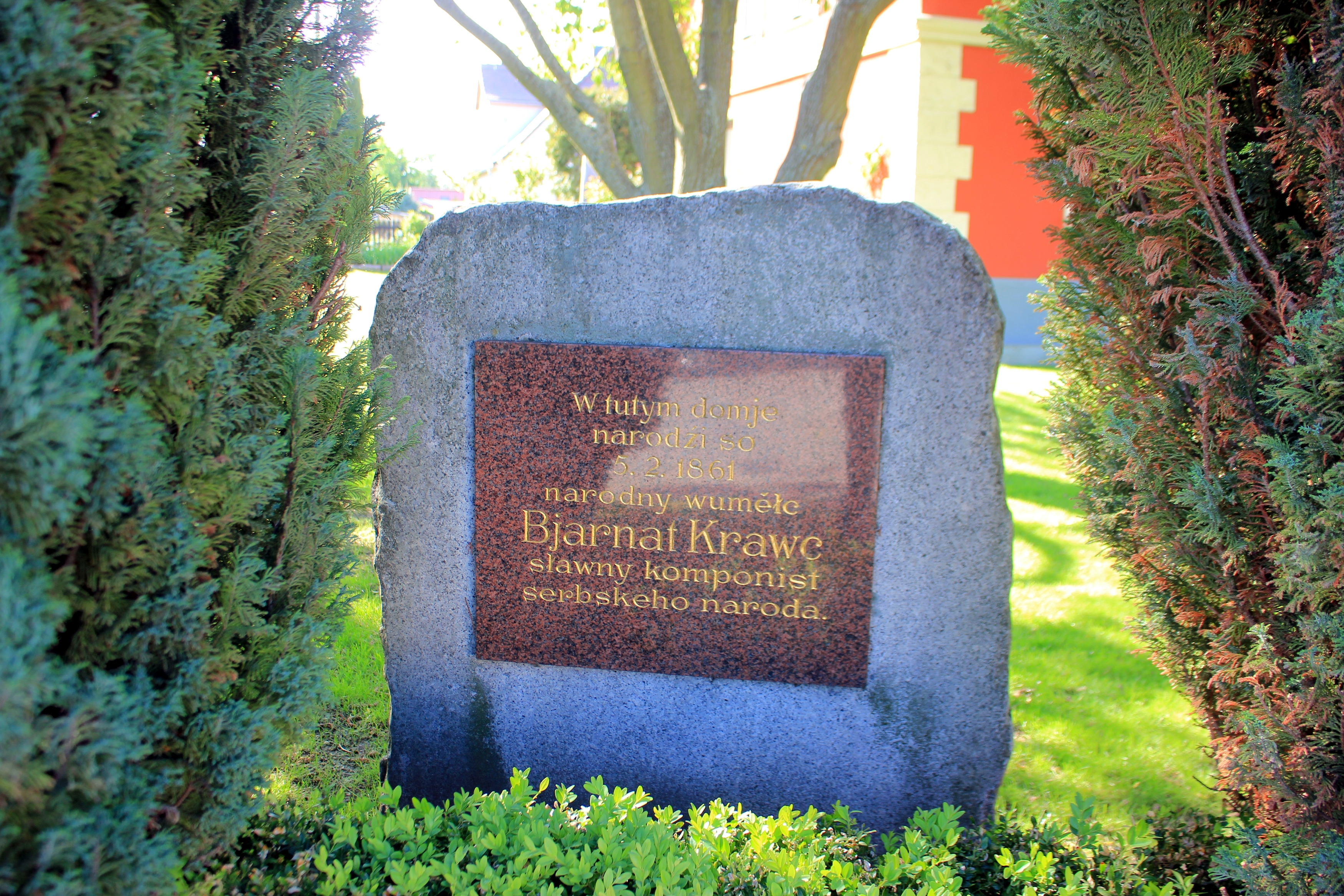
Gedenktafel vor dem Geburtshaus von Bjarnat Krawc

Im 18. Jahrhundert war Milstrich mit 13 besessenen Mann, 8 Gärtnern und 21 Häuslern bereits ein relativ großes Dorf. Im Jahre 1834 hatte es 279 Einwohner. Die Einwohnerzahl stieg bis zum Zweiten Weltkrieg allmählich bis auf 317 an (1939). Bedingt durch den Zuzug von Vertriebenen aus den deutschen Ostgebieten gab es in den Nachkriegsjahren einen raschen Bevölkerungszuwachs, so dass Milstrich 1950 bereits 400 Einwohner hatte. Diese Zahl sank bis 1990 wieder auf knapp über 300 und ist seitdem – für die Region ungewöhnlich – stabil.
Bis ins 20. Jahrhundert hinein sprach die überwiegende Mehrheit der Einwohner Sorbisch als Muttersprache. Arnošt Muka zählte in den 1880er Jahren 305 Bewohner, davon waren 285 (93 %) Sorben. Milstrich lag damals am Westrand des Kernsiedlungsgebietes. In der ersten Hälfte des 20. Jahrhunderts und besonders mit der starken Zuwanderung deutschsprachiger Flüchtlinge nach 1945 wurde das Sorbische weitgehend aus dem Alltag verdrängt. 1956 lag der sorbischsprachige Bevölkerungsanteil nur noch bei 23,6 %, wobei es nur noch sechs sorbische Kinder und Jugendliche gab. Heute zeugen Flur- und Familiennamen vom sorbischen Erbe.
Die Bevölkerung ist seit der Reformation überwiegend evangelisch-lutherisch und nach Oßling gepfarrt. Der kleine katholische Anteil gehört zur Kirchgemeinde Kamenz.

## Persönlichkeiten

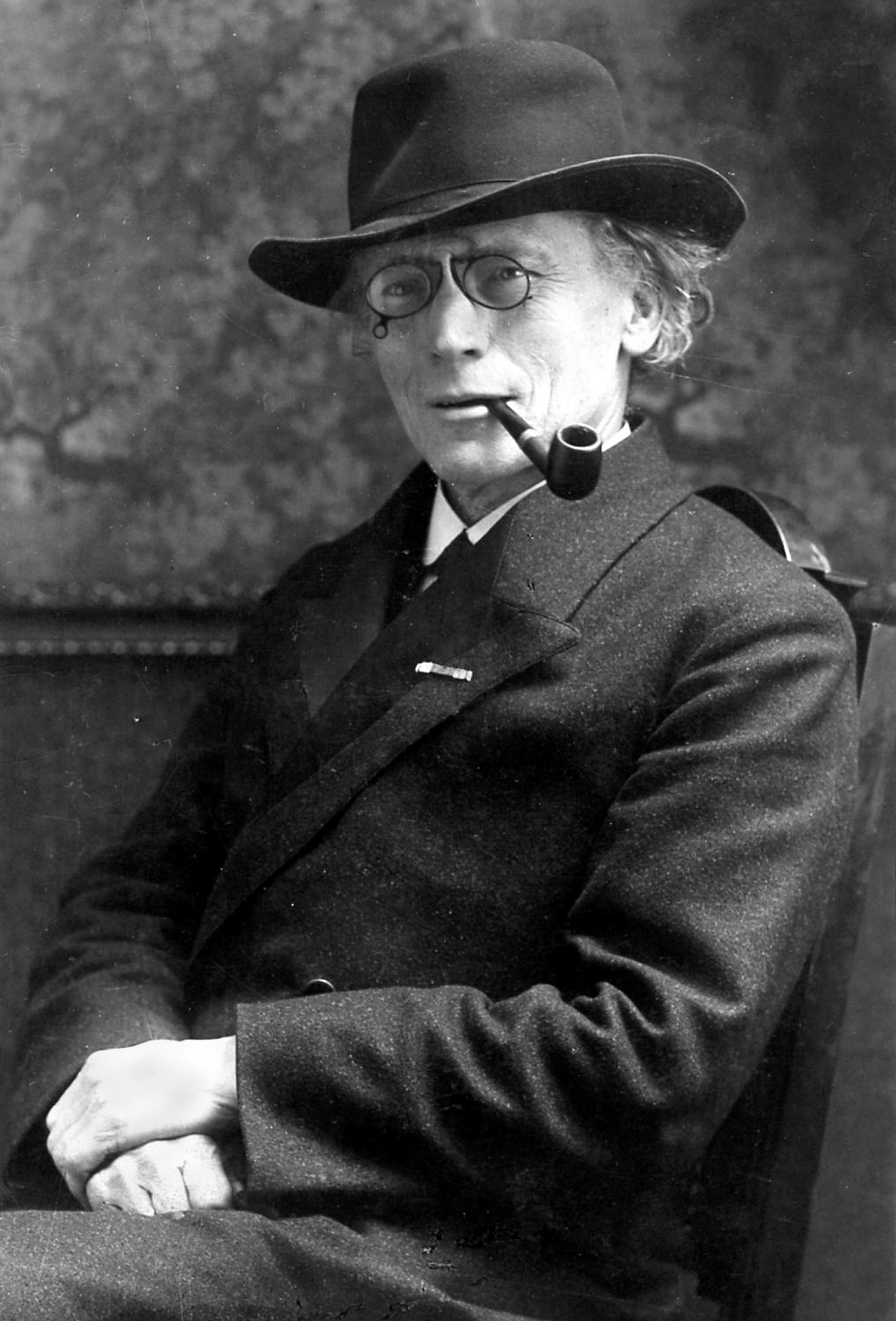
Bjarnat Krawc

- Bjarnat Krawc (1861–1948), sorbischer Komponist, Dirigent, Musikpädagoge; geboren in Milstrich.

## Denkmäler
- Historische Betsäule in der Nähe der ausgebrannten Mühle
- Gedenkstein für Bjarnat Krawc vor dessen Geburtshaus am Forstweg

## Infrastruktur
Der Ort ist an die Staatsstraßen 92 (Rosenthal–Bernsdorf) und 95 (Kamenz–Hoyerswerda) angebunden. Über die S 95 und die Kamenzer Umgehungsstraße besteht eine schnelle Verbindung zur A 4 (Dresden–Wrocław), deren Anschlussstelle Burkau 21 Kilometer entfernt ist. Die Anschlussstelle Ruhland der A 13 (Dresden–Berlin) ist 29 Kilometer entfernt.
Durch Milstrich verläuft der Krabat-Radwanderweg.